# 西单剧场
西单剧场是北京西城区一所有着进八十年历史的老剧场，它的前身是曾经名震京城的哈尔飞大戏院、瑞园茶社、大光明影院，1949年后经过公私合营改制成现在的西单剧场，曾经先后上演过京剧、评剧、曲艺、杂耍、电影等各种大众艺术，1994年因为西单地区整体规划调整而被拆除，重建工程至今仍未竣工。

## 历史脉络
- 1928年，奉系军阀张作霖败走北京，位于北京西单旧刑部街的奉天会馆从此衰落
- 1930年，吉祥戏院经理郝锦川租下奉天会馆东院，开办哈尔飞大戏院
- 1938年，为维持经营哈尔飞大戏院自行改变经营路线改制成瑞园茶社，专营曲艺杂耍
- 1940年，瑞园倒闭，商人杨宜之承租旧址开办大光明影院,由于时局多变，其间大光明多次歇业
- 1949年，大光明重新开业，并开始实施公私合营
- 1954年，大光明影院改制为西单剧场，并开始演出戏曲、曲艺节目，期间西单剧场先后划归中国戏曲研究院、北京越剧团、北京曲艺团和北京曲剧团管理
- 1994年，因为西单地区整体规划调整，西单剧院被拆除
- 2003年，“西西工程４号地”在西单地区开工兴建，据开发商声称，该工程的三层将是西单剧场，主要用于演出音乐剧

## 哈尔飞大戏院
哈尔飞开业于1930年9月14日，其名称取自英语单词“快乐”(Happy)，因为经营者误拼为“Haipy”故而因错读做“哈尔飞”。
哈尔飞承租奉天会馆东院，在此专门建起一座占地面积400平米的建筑，观众席分上下两层，并建成了京城首个半圆形戏曲舞台，舞台和观众席照明全部使用点灯，并设立有观众休息厅、小卖部等服务设施，是当时京城最为西化也是设施最为先进的戏院。
哈尔飞曾经是京城整个西部地区唯一的戏院，因而在开业以后直到1937年卢沟桥事变爆发之间的这段时间内是北京最为火暴的戏院之一。哈尔飞主要演出京剧，穿插演出其他剧种，以迎合观众的口味。许多梨园名家如马连良、周信芳、梅兰芳、杨小楼、程砚秋、尚小云、荀慧生、高庆奎、李多奎、杜丽云、金刚钻、白玉霜等都与哈尔飞有着或长或短的合作关系。除了传统戏曲节目，话剧、歌舞等现代舞台艺术也是哈尔飞经常上演的，当时比较著名的益智白话新剧社、上海明月歌舞团都曾经在哈尔飞进行过演出，演出内容大多是反应科学与民主精神的新编话剧、音乐剧和歌舞节目，在社会上引起一时的轰动。
1937年后，随着时局趋于动荡，哈尔飞的经营日渐艰难，在1937年初，西单地区又先后开设了两处戏院，1938年哈尔飞大戏院正式改制成为哈尔飞瑞园茶社，哈尔飞大戏院从此退出了历史的舞台。

## 瑞园茶社
1938年1月6日瑞园茶社正式开始经营曲艺杂耍节目，自降身段由戏院改为茶社的瑞园，依旧延续哈尔飞的“名家路线”，经营者广泛联系曲艺界的名角，评书艺人连阔如、架冬瓜；单弦艺人高德明、汤瞎子；鼓书艺人白云鹏、方红宝、小彩舞、相声艺人小蘑菇、赵佩如、张傻子，另外河南坠子、口技、双簧等曲种的著名艺人也均常年为瑞园演出。除了曲艺演出，包括魔术、武术、杂技等杂耍表演也在瑞园上演。
瑞园的曲艺节目名家荟萃，形式多样，内容丰富，节目短小，票价低廉，加之瑞园设施精良，因而很受北平市民的欢迎，不仅一定程度上留住了原来哈尔飞的观众，同时还吸引了很多底层的观众，瑞园曾经火暴了一段时间。
但是随着抗日战争的不断深化，北京社会生活越来越动荡，有闲暇和闲钱来欣赏文艺演出的市民越来越少，到1940年瑞园也彻底倒闭，由郝锦川经营了近十年的哈尔飞－瑞园彻底消失了。

## 大光明影院
1940年瑞园倒闭之后，天津商人杨宜之承租了瑞园，将其改建为大光明电影院，专门放映英美流行影片，包括美国二十世纪福克斯公司、米高梅公司等大公司的产品，先后上映了《绿野仙踪》、《一世之雄》、《鲁滨逊漂流记》、《古城春色》等影片。
1941年12月7日，珍珠港事件爆发，日本正式相美英宣战，北京的电影院被禁止播映英美产影片，只允许德意日产影片放映，由于受到市民的抵制，各影院经营举步维坚，大光明甚至发生了典当电影拷贝给员工发工资的事情，最终不得不歇业告终。
不久日籍台湾人杨朝华（台灣雕刻家楊英風父親）接手大光明，于1943年重新开业，开业后的大光明不得不影、戏兼营，1944年，更是将电影放映机卖掉而专营戏剧，进入1945年后，轴心国阵营败像凸现，杨朝华放弃大光明逃回日本。
日本宣布投降后，杨宜之回到大光明，重新开始了电影放映产业，并继续以放映英美影片为主。他通过与片商分成的方式引进最新影片，与二十世纪福克斯、派拉蒙、米高梅、雷电华、环球、联美、华纳兄弟、哥伦比亚等片商建立了关系，先后放映了《苏伊士运河》、《蒙面大侠》、《海上血战》、《太平洋战争》、《周勃郎》、《风流王孙》、《风尘双侠》、《摩洛哥血战史》、《神枪三太保》等影片。
1949年后，大光明经过公私合营得以保留，上映的影片也逐渐转形为中国和苏联出产的“革命影片”，期间播出的《白毛女》、《小城之春》、《烟花儿女翻身记》、《满城风雨》、《清宫秘史》、《风雨江南》、《货郎与小姐》等影片至今仍然被许多经历过那个时代的中国人视为精品。
1945年直到1952年之间的阶段是大光明的黄金时代，新片不断，影院的上座率高，收入稳定。直到1954年，有关管理部门决定将大光明改建为用于舞台剧演出的剧场，大光明结束了他的电影院时代。

## 西单剧场
1954年，中国戏曲研究院接管了大光明影院，并将其改建为适合舞台剧演出的西单剧场，中国评剧院、中国京剧院、中国戏校、马连良剧团、荀慧生剧团、北京市京剧一团、北京市京剧四团、北京市曲艺三团、北方昆曲剧团先后在这里登台表演表演，演出过的知名剧目有：评剧《秦香莲》、京剧《挑滑车》《红娘》《岳母刺字》《吕布与貂禅》、昆曲《牡丹亭》《桃花扇》、相声《学评剧》《空城计》等；此外还播放过电影《李时珍》《铁道游击队》《两个探险家》等。
1959年，上海的上海市越剧一团调往北京成立北京市越剧团，西单剧场被划归北京市越剧团管理，在西单剧场的越剧演出广受北京市民的欢迎，但是由于来自上海的演员不能适应北京的气候，1961年北京市越剧团解散了，西单剧场又被划归北京市曲艺团管理。
此后直到1985年，西单剧场一直以上演曲艺节目为主，兼顾放映电影，曲艺名家魏喜奎、高凤山、关学增、罗荣寿、赵振铎等曾在此登台演出，此外还播放过电影《五朵金花》《洪湖赤卫队》、《以革命的名义》等。
1985年，北京曲艺团被拆分为北京曲艺团和北京曲剧团两个演出团体，西单剧场又被划归北京曲剧团管理。此后，随着舞台演出的衰落，西单剧场主要转向播映电影，同时开辟了电子游戏厅、录像厅等副业。
1994年，由于西单地区整体规划调整，西单剧场被拆除，本拟在1998年重建的西单剧场开业迎客，但直到2003年冬季，含有西单剧场规划的“西西工程4号地”才正式开工，规划中的西单剧场位于该工程的三层，是一所以演出舞台音乐剧为主的1500座现代化剧院，其设计标准不差于保利剧院。